# Jules Duvaux

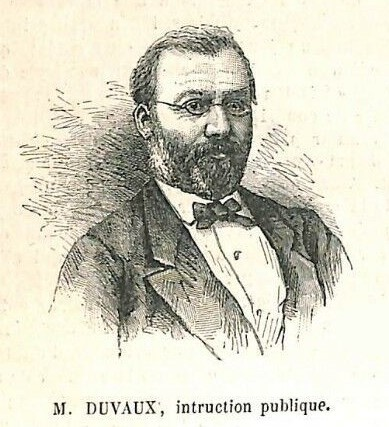
Jules Duvaux (Le Monde illustré, 1882)

Jules Duvaux (* 21. Mai 1827 in Nancy; † 2. Juni 1902 ebenda) war ein französischer Politiker der Dritten Republik.

## Leben
Der Sohn von Antoine Duvaux, einem Lagerverwalter für Militärbetten in Nancy, und Jeanne Travailleur trat 1849 in die École normale supérieure ein und schloss sie 1885 als Agrégé ès lettres ab. Anschließend war er Lehrer am Lycée in Nancy, wo er unter anderem Charles de Foucauld als Schüler hatte. Er wurde Vorsitzender des Cercle de la Ligue de l’enseignement (Kreis der Bildungsliga) und am 7. Mai 1871 zum Stadtrat gewählt, bevor er am 8. Oktober desselben Jahres zum Generalrat von Nancy-West gewählt wurde.
Im Jahr 1876 wurde er zum Abgeordneten von Nancy und 1877 gegen Charles Welche, den ehemaligen Bürgermeister von Nancy und damaligen Innenminister und Präfekten des Nordbezirks, wiedergewählt. Bei den Kommunalwahlen am 9. November 1878 trat er nicht erneut an.
Im Parlament gehörte er der Union républicaine an. Er war von Februar bis August 1882 Sous-secrétaires d’État im Ministerium für öffentliche Bildung und schöne Künste unter Minister Jules Ferry; diesem folgte er in den Regierungen Charles Duclerc und Armand Fallières als Minister nach. 1884 gründete er zusammen mit Edmond Berlet und Adrien Volland die Alliance républicaine de Nancy. Im Oktober 1889 zog er sich aus gesundheitlichen Gründen aus dem politischen Leben zurück.
Duvaux wurde als Ritter der Ehrenlegion ausgezeichnet.